# Lycoriella polychaeta
Lycoriella polychaeta är en tvåvingeart som först beskrevs av Franklin William Pettey 1918.  Lycoriella polychaeta ingår i släktet Lycoriella och familjen sorgmyggor. Inga underarter finns listade i Catalogue of Life.